# Hold On Be Strong
Hold On Be Strong – singel norweskiej piosenkarki Marii Haukaas Mittet wydany w 2008 roku na albumie o tej samej nazwie. Piosenka reprezentowała Norwegię podczas 53. Konkursu Piosenki Eurowizji w 2008 roku.

## Historia utworu

### Nagrywanie
Utwór został napisany w 1993 roku przez Mirę Craig, jednak do nagrania doszło 15 lat później w Livingroom Studios. Producentem oraz mikserem piosenki został Simen M. Eriksrud, za mastering odpowiedzialny był Björn Engelmann, a za aranżację – Gaute Storaas.
Poszczególne instrumenty nagrali:
- Gitara, Gitara basowa: Bill White
- Instrumenty perkusyjne: Martin Winstad
- Perkusja: Andreas Bye
- Pianino: Simen M. Eriksrud
- Skrzypce: André Orvi, Hans Morten Stensland, Vegard Johnsen

### Występy na żywo: Melodi Grand Prix, Konkurs Piosenki Eurowizji

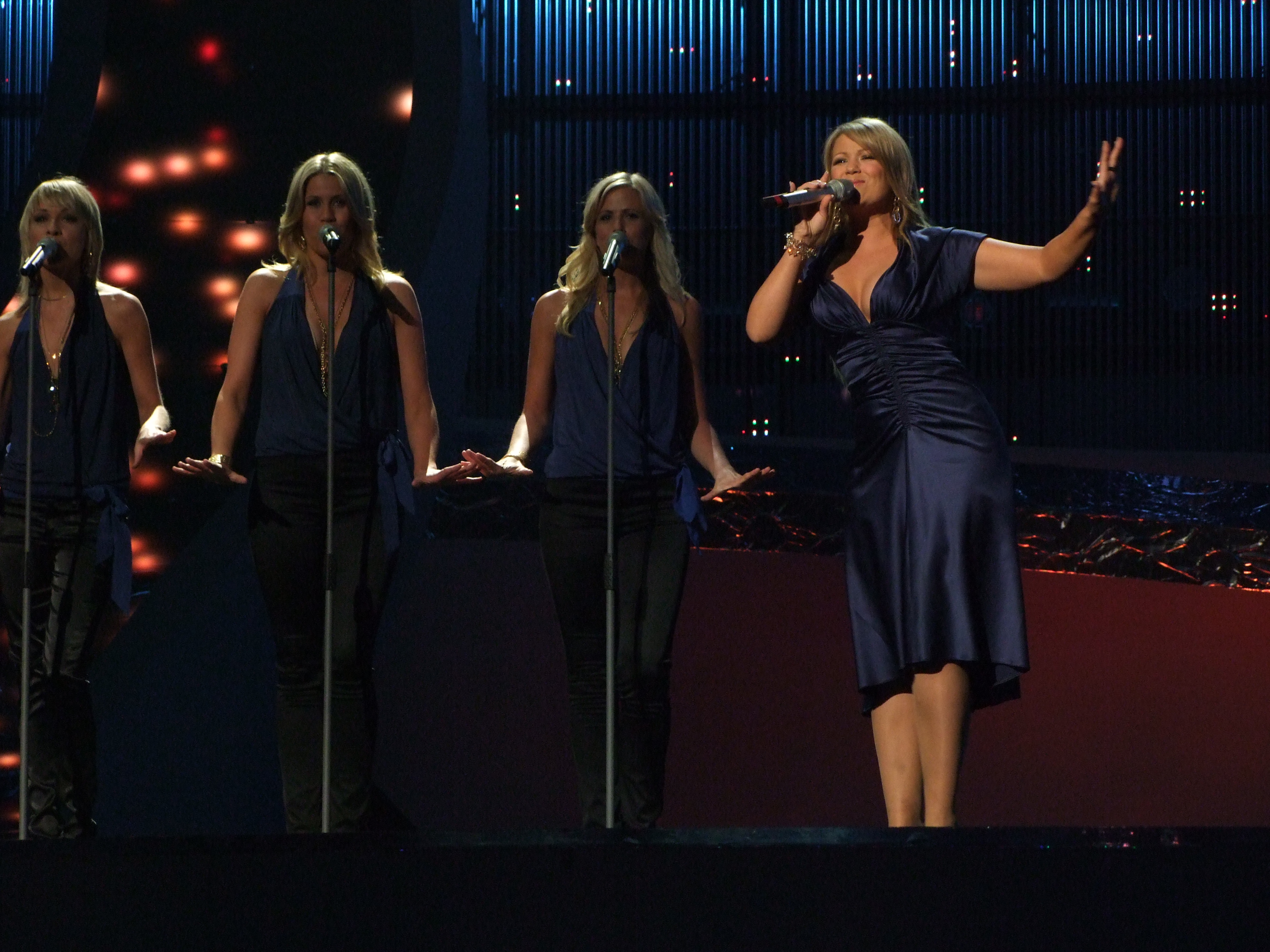
Maria Haukaas Mittet podczas pierwszego półfinału 53. Konkursu Piosenki Eurowizji w 2008 roku

„Hold On Be Strong” zakwalifikowało się do 18 półfinałowych propozycji norweskich selekcji Melodi Grand Prix 2008 do 53. Konkursu Piosenki Eurowizji. Wokalistka wystąpiła w drugim półfinale eliminacji, który odbył się 18 stycznia, dzięki głosom jurorów i telewidzów awansowała do ścisłego finału. 9 lutego zaprezentowała się podczas rundy finałowej eliminacji i ostatecznie wygrała, zdobywając łącznie 195 661 głosów od telewidzów. 
16 marca odbyła się specjalna konferencja prasowa, podczas której piosenkarka wylosowała dziewiąty numer startowy w pierwszym półfinale Konkursu Piosenki Eurowizji. 11 maja w Belgradzkiej Arenie zaczęła próby generalne do występu. W chórkach wystąpiły: Jorunn Hauge, May Kristin Kaspersen, Kariane Kjærnes, Håvard Gryting and Øystein Nesbakken. Dziewięć dni później wystąpiła w półfinale i zdobyła 106 punktów (w tym maksymalną notę 12 punktów od Finlandii), dzięki którym awansowała do finału z 4. miejsca. W sobotniej rundzie finałowej piosenka „Hold On Be Strong” została zaprezentowana jako ostatnia, 25. propozycja konkursowa. Telewidzowie oraz sędziowie przyznali jej w sumie 182 punkty (w tym 12 od Finlandii i Szwecji), co przełożyło się na zajęcie 5. miejsca.

### Wydanie na albumach
| Album                                 | Data             | Wytwórnia       | Format | Nr katalogowy    | Nr utworu | Źródło |
| ------------------------------------- | ---------------- | --------------- | ------ | ---------------- | --------- | ------ |
| Melodi Grand Prix 2008                | 2008             | Universal Music | 1 CD   | 176 111-7        | 12        | [ 12 ] |
| Hold On Be Strong                     | 28 kwietnia 2008 | Universal Music | 1 CD   | 177168 4         | 1 12[A]   | [ 3 ]  |
| Eurovision Song Contest Belgrade 2008 | maj 2008         | CMC EMI         | 2 CD   | 50999 216997 2 6 | 12 (2CD)  | [ 13 ] |

## Lista utworów
- CD Maxi Single (2 czerwca 2008)[14]

1 „Hold On Be Strong” (Album Version) - 3:02	

2 „Hold On Be Strong” (Deepfrost Café Radio Mix) - 3:00	
(Remiks: Jan „Janski” Lindvaag)
3 „Hold On Be Strong” (Deepfrost Café Club Mix) - 3:41
(Remiks: Thomas J. Heyerdahl*)

## Notowania na listach przebojów
| Kraj     | Lista (2008)   | Pozycja |
| -------- | -------------- | ------- |
| Norwegia | Singles Top 20 | 1       |
| Szwecja  | Singles Top 60 | 37      |
| Dania    | Top 40         | 37      |